# 神圣罗马帝国的邦国

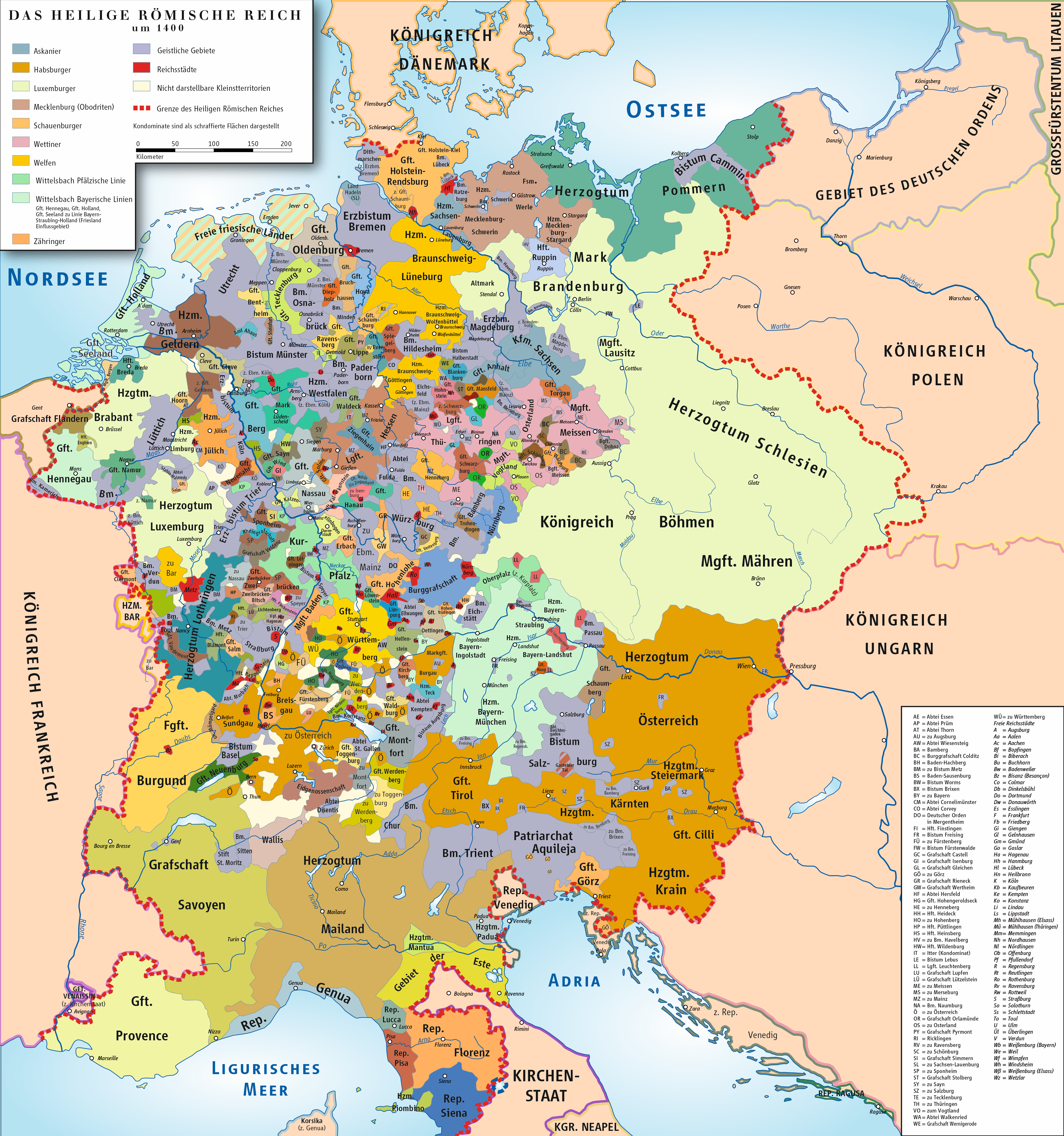
1400年的神圣罗马帝国

這份神聖羅馬帝國的邦國列表包括任何由被授予帝國直轄權的領土，以及許多其他封建實體，如領地、副封地和外來封地。
神聖羅馬帝國是一個複雜的政治實體，在中世紀和現代早期的大部分時間裡都存在於中歐地區，通常由一位說德語的皇帝統治。組成帝國的國家雖然享有獨特形式的領土權力（Landeshoheit）以及拥有诸多主权属性的权力，但從來都不是今天所理解的完全主權國家。在18世紀，神聖羅馬帝國由大約1,800個這樣的領土組成，其中大部分是帝國騎士家族擁有的小莊園。有關帝國更完整的歷史，請參閱神聖羅馬帝國。分類列表如下：
- 神圣罗马帝国亲王国
- 神圣罗马帝国伯国
- 神圣罗马帝国公国
- 神圣罗马帝国属国
- 神圣罗马帝国边区
- 神圣罗马帝国采邑主教区